# Ploscuțeni
Ploscuțeni es una comuna ubicada en el distrito de Vrancea, Rumania. En el censo de 2011, de los habitantes de los que se disponía de datos, el 99,9% eran rumanos. El 72,3% eran católicos romanos y el 27,6% ortodoxos rumanos.

## Superficie
Posee una superficie de 20,78 kilómetros cuadrados.

## Demografía
Hasta 2021 la población era de 2672 habitantes, con una densidad de población de 128,6 habitantes por kilómetro cuadrado.